# Alone in the Dark: The New Nightmare
Alone in the Dark: The New Nightmare (укр. Один в темряві: Новий жах) — відеогра 2001 року в жанрі Survival Horror, четверта частина серіалу Alone in the Dark. Комікс-приквел "Один у темряві: життя - жахлива річ" був опублікований у Франції видавництвом Semic comics у 2001 році, а у вересні 2002 року вийшов англійською мовою.

## Сюжет
Сюжет розвивається в дусі класичних, лавкравтовських жахів. Чарльз Фіске, друг головного героя Едварда Карнбі, був убитий. Карнбі починає розслідування і йде по сліду, який приводить його до старовинного будинку на узбережжі. Але Карнбі вирушає туди не один, а з дівчиною, з якою, однак, розлучився після поломки літака, що доставив їх до пункту призначення. Едвард знайомиться з Еденшоу, який розповів йому про намір Чарльза знайти три древніх скрижалі, за допомогою яких можна було б випустити на волю таємничу «небачену і жахливу силу». Намір не здійснився, Чарлі гине. Едварду захотілося помститися і розкрити таємницю фатальних скрижалей.